# George Spencer (4e duc de Marlborough)
Pour les articles homonymes, voir George Spencer et Spencer.
Pour les autres membres de la famille, voir Famille Spencer.
Georges Spencer, né le 26 janvier 1739 et mort le 29 janvier 1817 au Palais de Blenheim, 4e duc de Marlborough, connu en tant que marquis de Blandford jusqu'en 1758, est un militaire et homme politique britannique.

## Biographie
Fils de Charles Spencer (3e duc de Marlborough), il suit ses études au Eton College. Il entre dans les Coldstream Guards en 1755 comme enseigne, puis passe capitaine au 20e régiment à pied.
Il succède à son père à la Chambre des lords et au titre de duc de Marlborough en 1758. Il devient Lord-lieutenant de l'Oxfordshire en 1760.
En 1762, il est fait Lord-chambellan et membre du Conseil privé, puis, l'année suivante, Lord du sceau privé. Il est fait chevalier de l'ordre de la Jarretière en 1768.
Amateur d'astronomie, il fait construire un observatoire privé dans son Palais de Blenheim. Il est élu à la Royal Society en 1786.
Il est nommé receveur général de l'Oxfordshire. Son vérificateur pour cette fonction est Thomas Walker dont Thomas Gainsborough fait vers 1780 un portrait, aujourd'hui dans une collection privée. Cet homme, fondateur de Thomas Walker & Co., une banque prospère du comté, achète la propriété du duc de Marlborough en 1795. Une plaque sur le mur de la maison de Fletcher dans Park Street commémore ses travaux de rénovation.
Gendre de John Russell (4e duc de Bedford), il est le père de George Spencer-Churchill (5e duc de Marlborough), de Henry Spencer et de Francis Spencer (1er baron Churchill), ainsi que le beau-père de Henry Ellis (2e vicomte Clifden) et de Cropley Ashley-Cooper (6e comte de Shaftesbury).

## Sources
- Sidney « Lee, Spencer, George (1739-1817) », in Dictionary of National Biography, 1898